# Associazione Sportiva Fanfulla 1927-1928
Questa voce raccoglie le informazioni riguardanti l'Associazione Sportiva Fanfulla nelle competizioni ufficiali della stagione 1927-1928.

## Stagione
Nella stagione 1927-1928 il Fanfulla si piazza in terza posizione con 22 punti e, per la riforma dei campionati, viene promossa in Prima Divisione. Il campionato è stato vinto con 27 punti dal Piacenza, davanti al Codogno (25). Dietro alla squadra lodigiana i G.C. Vigevanesi con 21 punti e il Crema con 19.

## Organigramma societario
Area direttiva
- Presidente: Ing. Ernesto Castellotti
- Consiglieri: Console Uggè, Cav. Carlo Bonavoglia, Prof. Carlo Miglio, Rag. Francesco Ciusani, Prof. Augusto Prusso.

Area organizzativa
- Segretario: Rag. Ugo Codeluppi
- Cassiere: Rag. Giuseppe Cirini

Commissione tecnica
- Componenti: Cereda, Passoni e Pozzi

## Rosa
| N. |                   | Ruolo | Calciatore               |
| -- | ----------------- | ----- | ------------------------ |
|    | Italia (bandiera) | A     | Federico Bartoli         |
|    | Italia (bandiera) | A     | Mario Bergamaschi (II)   |
|    | Italia (bandiera) | C     | Gaetano Biasini (I)      |
|    | Italia (bandiera) | C     | Giuseppe Canevara (II)   |
|    | Italia (bandiera) | A     | Guido Castoldi           |
|    | Italia (bandiera) | A     | Bruno Chiapparoli        |
|    | Italia (bandiera) | D     | Silvio Corbellini        |
|    | Italia (bandiera) | A     | Giovanni Crosignani (II) |
|    | Italia (bandiera) | C     | Antonio Dotti            |
|    | Italia (bandiera) | A     | Francesco Filippini      |
|    | Italia (bandiera) | A     | Achille Gorla            |

| N. |                   | Ruolo | Calciatore               |
| -- | ----------------- | ----- | ------------------------ |
|    | Italia (bandiera) | C     | Vittorio Mascaretti (II) |
|    | Italia (bandiera) | C     | Ezio Morselli            |
|    | Italia (bandiera) | D     | Roberto Piontelli        |
|    | Italia (bandiera) | A     | Silvio Salvatico         |
|    | Italia (bandiera) | C     | Francesco Salvatori (II) |
|    | Italia (bandiera) | A     | Otello Subinaghi (I)     |
|    | Italia (bandiera) | C     | Gino Uggè                |
|    | Italia (bandiera) | A     | Giordano Valenti         |
|    | Italia (bandiera) | A     | Carlo Viotti             |
|    | Italia (bandiera) | P     | Italo Zamberletti        |

Marcatori : Otello Subinaghi 16 reti - Ezio Morselli 8 reti - Canevara, Valenti, Gorla Filippini e Castoldi 3 reti - Chiapparoli 2 reti - Salvatico, Uggè e Biasini 1 rete.

## Arrivi e partenze
| Acquisti | Acquisti            | Acquisti | Acquisti   |
| -------- | ------------------- | -------- | ---------- |
| A        | Federico Bartoli    | Milan    | definitivo |
| A        | Guido Castoldi      | Legnano  | definitivo |
| A        | Francesco Filippini | Milan    | definitivo |
| A        | Achille Gorla       | Codogno  | definitivo |
| A        | Ezio Morselli       | Brescia  | prestito   |
| P        | Italo Zamberletti   | Inter    | definitivo |

| Cessioni | Cessioni | Cessioni | Cessioni   |
| -------- | -------- | -------- | ---------- |
| .        | ???      | ???      | definitivo |